# Miskolczy Simon János
Miskolczy-Simon János (Miskolc, 1880. március 5. – Lemberg, 1914. szeptember 1.) levéltáros, kutató. A neve előfordul Miskolczy Simon alakban is.

## Élete
Miskolc város allevéltárosa, 1909–1914 között Nógrád vármegye főlevéltárosa volt Balassagyarmaton. 1914-ben Lemberg mellett elesett az első világháborúban. Szendrei János megbízásából levéltári kutatásokat végzett az 1885–1911 között megjelent ötkötetes Miskolc-monográfiához. Részt vett a Borovszky Samu által szerkesztett Magyarország vármegyéi és városai című sorozat Nógrád vármegyei részének megírásában is. Állandó munkatársa volt az ifj. Andrássy Gyula által szerkesztett Magyarország címeres könyve (Liber armorum Hungariae) című kötet összeállításának.

## Művei
- Nemesi iratok és címeres pecsétek Nógrádvármegye levéltárában (1600 nemes család betűsoros névjegyzéke, 1911, Balassagyarmat)
- A Mikszáth család története, 1913
- A Miskolczy-Simon család története. Komárom. 1913 (Levéltárosok Lapja)
- A Komáromi Pap-család leszármazása. Családtörténeti Lapok I/1 1914.
- Dr. Szendrei János. Miskolczi Napló, 1914. május 31.
- Miskolczy Mihály. Budapest é. n.